# Dolmen von Kilmogue
Der Dolmen von Kilmogue (auch Leac an Scail – „Stein eines Kriegers“ oder „Harristown dolmen“ genannt; nicht zu verwechseln mit dem Entrance Grave von Harristown) ist das höchste Portal Tomb in der Republik Irland und nach Goward im County Down in Nordirland, das zweitgrößte auf der Insel. Es steht bei Pilltown bzw. Mullinavat im County Kilkenny, westlich des Weilers Harristown. Als Portal Tombs werden auf den Britischen Inseln Megalithanlagen bezeichnet, bei denen zwei gleich hohe, aufrecht stehende Steine mit einem Türstein dazwischen, die Vorderseite einer Kammer bilden, die mit einem zum Teil gewaltigen Deckstein bedeckt ist.
Nicht zu verwechseln mit dem gleichnamigen Passage Tomb im County Waterford.
Die beiden etwa 3,7 m aufragenden Portalsteine stützen einen typisch geformten, hier etwa vier Meter langen Deckstein, dessen hinteres Ende nicht wie üblich auf dem Endstein ruht, sondern auf einem Kissenstein. Im Zugang, der im Nordosten liegt, steht ein fast drei Meter hoher Türstein. Ein Menhir steht auf demselben Feld. In der Nähe liegt das Passage Tomb von Harristown, eine ganglose Kammer im randsteingefassten Rundhügel, das abgesehen von der nur für Passage Tombs typischen Lage im Rundhügel, eher an ein Wedge Tomb erinnert.